# Шайкорик (селище)
Шайкори́к (каз. Шайқорық) — станційне селище у складі Жамбильського району Жамбильської області Казахстану. Входить до складу Жамбильського сільського округу.
У радянські часи селище називалось Чайкурук.
Населення — 507 осіб (2021; 179 у 2009, 259 у 1999, 259 у 1989).